# Ondioline

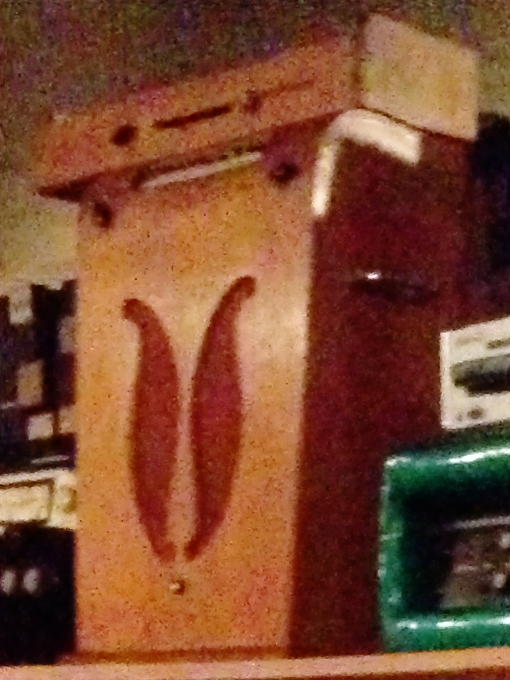
Ondioline (Klaviatur auf dem Lautsprecher) im National Music Centre, Kanada

Die Ondioline ist ein monophones, auf Röhrentechnik basierendes Tasteninstrument. In Deutschland wurde sie unter dem Namen Pianoline und in den Niederlanden als Orcheline vermarktet. Es besteht aus einem Oszillator und einer kleinen Klaviatur mit drei Oktaven. Das Tasteninstrument gilt als Vorläufer des heutigen Synthesizers.
Mit der Ondioline können komplexe Klänge mittels mehrerer Filter erzeugt und manuell weiter verändert werden. Die Lautstärke wird mit einem Kniehebel gesteuert. Eine Besonderheit der Ondioline ist der durch die aufgehängte, bewegliche Klaviatur gesteuerte Vibrato-Effekt.

## Geschichte
Die erste Ondioline wurde 1938 von Georges Jenny während seiner Tuberkulosebehandlung entworfen und in seinem Unternehmen Les Ondes Georges Jenny (später bekannt als La Musique Electronique) in Paris bis zu seinem Tod 1976 produziert und weiterentwickelt. Die Instrumente wurden von Jenny selber gebaut oder als Baukasten vertrieben. Alleine in den USA wurden letztlich über tausend Ondiolinen verkauft. Um die Produktionskosten so gering wie möglich zu halten und die Instrumente für etwa 400 Dollar verkaufen zu können, wurden oftmals Bauteile von minderer Qualität verwendet, woraufhin die Geräte permanent gewartet werden mussten oder nach wenigen Jahren nicht mehr einsatzfähig waren.
Populär wurde die Ondioline besonders in Europa und dort häufig bei Filmmusik sowie im Theater und in Cabarets. Weitere Bekanntheit erlangte das Instrument auf der Weltausstellung 1958 in Brüssel. Dort wurde die Ondioline auf dem Atomium gespielt.
Besonders der Musiker Jean-Jacques Perrey erlangte als Vorführer der Ondioline große Erfolge und gilt somit als Pionier der elektronischen Musik.
Der erste amerikanische Hit mit der Ondioline war "More" von Kai Winding aus dem Jahr 1963, das Platz 8 in den Billboard Hot 100 erreichte und in Deutschland auf Platz 52 der Hitparade kam. Diese Instrumentalversion des Themas aus dem Film Mondo Cane von 1962 wurde von Claus Ogerman arrangiert und dirigiert, wobei die Ondioline von Perrey, der inzwischen nach New York gezogen war gespielt wurde.